# René Francillon
Ne doit pas être confondu avec René Jacquet-Francillon.
René Francillon, né à Lausanne le 28 décembre 1876 et mort dans la même ville le 30 juillet 1973, est un artiste peintre et graveur vaudois.

## Biographie
Issu d'une famille d'origine française établie dans le pays de Vaud au XVIIIe siècle, René Francillon étudie la gravure sur bois à l'école des arts industriels de Genève (classe d'Alfred Martin, 1895). En 1900, René Francillon s'installe à Paris, où il étudie à l'Académie Julian (cours de Eugène Carrière). Il déménage à Dachau en 1905 ; c'est à Munich qu'il expose pour la première fois en 1907. 
Deux ans plus tard, René Francillon rejoint Paris. À partir de 1910, il effectue de longs séjours en Bretagne consacrés à la peinture, avec quelques escales au bord du Léman. Il traverse l'Italie en 1914. De 1922 à 1929, René Francillon accomplit des stages de peinture (paysages, natures mortes et animaux), à Lausanne et Paris. La décennie suivante (1932-1940) lui fait découvrir la péninsule et les îles ibériques, puis revisiter l'Italie. 
René Francillon revient en Suisse en 1940. Il peint à Paris et Lausanne dès 1947. Après un séjour à la Gaude (Grasse) (1953), puis d'ultimes voyages en Italie et aux Canaries (1965-1966), René Francillon peint ses dernières toiles en 1971. 

## Sources
- « René Francillon », sur la base de données des personnalités vaudoises sur la plateforme « Patrinum » de la Bibliothèque cantonale et universitaire de Lausanne.
- Philippe Rey René Francillon : 1876-1973 : catalogue raisonné : peintures, gravures, sculptures : choix de dessins, pastels, gouaches, aquarelles
- Dictionnaire biographique de l'art suisse, Vol. I, p. 340
- « René Francillon », sur SIKART Dictionnaire sur l'art en Suisse.